# Le Dinosaure
Pour l’article homonyme, voir Dinosaure, pour les animaux du Mésozoïque.
Le Dinosaure (El Dinosaurio), est le titre de l'un des plus courts récits jamais écrits en langue espagnole :
« Cuando despertó, el dinosaurio todavía estaba allí. »
(« Quand il se réveilla, le dinosaure était encore là. »)
Publié dans recueil Obras completas (y otros cuentos) en 1959, il constitue une micronouvelle qui a contribué à rendre célèbre son auteur, l'écrivain guatémaltèque Augusto Monterroso. El Dinosaurio a été considéré comme le récit le plus court en langue espagnole jusqu'à la publication en 2005 de El Emigrante (L'Émigrant), du Mexicain Luis Felipe Lomelí[réf. nécessaire].